# 2022年サウジアラビアグランプリ
2022年サウジアラビアグランプリ（英:  2022 Saudi Arabian Grand Prix）は、2022年のF1世界選手権の第2戦として、2022年3月27日にジッダ市街地コースにて開催。
正式名称は「Formula 1 STC Saudi Arabian Grand Prix 2022」。

## 背景
タイヤ
本レースでピレリが持ち込んだドライ用タイヤのコンパウンドはハード（白）：C2、ミディアム（黄）：C3、ソフト（赤）：C4の中間の組み合わせ。
| ドライ用   | ドライ用       | ドライ用   | ウェット用           | ウェット用   |
| C2         | C3             | C4         | インターミディエイト | フルウェット |
| ---------- | -------------- | ---------- | -------------------- | ------------ |
| （ハード） | （ミディアム） | （ソフト） | （小雨用）           | （大雨用）   |
DRS：3箇所※（　）内は検知ポイント
- DRS1：ターン19の出口から（ターン17の出口）
- DRS2：ターン25の入口から（ターン22の入口）
- DRS3：ターン27より170m先から（ターン27の入口）

## フリー走行
FP1
2022年3月25日 17:00 SAST(UTC+3)
トップはシャルル・ルクレール。序盤にコース上に落下したマーカーボード（コーナーまであと○mなどを示すもの）にランド・ノリスの車両が接触し、10分近く赤旗中断となった。また、セッション中にマックス・フェルスタッペンから「何か燃えたような匂いがする」との報告があった。その原因はサーキットから20km弱の場所にあるサウジアラムコの石油施設がミサイル攻撃（報道ではイエメンの反政府勢力・フーシ派によるものとされた）により爆発炎上したことによるものだった。
FP2
2022年3月25日 20:00 SAST(UTC+3)
トップはルクレール。FP1の最中に発生した石油施設への攻撃により、セッション開始が15分遅れとなった。トップ4をフェラーリとレッドブルが占める結果となったが、フェラーリの2台は共にウォールに接触する場面が見られた。また、ハースのケビン・マグヌッセンの車両がトラブルによりコース上に停車、回収の為にVSCが導入された。セッション終了直前には角田裕毅にもトラブルが発生しコース外に停車したため黄旗が振られた。
FP3
2022年3月26日 17:00 SAST(UTC+3)
トップはルクレール。FP2に続きトップ4をフェラーリとレッドブルが占める結果となった。FP2終了後から開かれた緊急会合でF1とチーム代表との間で当GPの開催継続に合意していたが、ドライバー間での話し合いが深夜2時すぎまで行われ、イベント続行に懸念があったもののGPDAも開催に同意した。

## 予選
2022年3月26日 20:00 SAST(UTC+3)（文章の出典）
ポールはセルジオ・ペレスで251戦目にして初の獲得となった。1000分の25秒差で2番手にルクレール、3番手にカルロス・サインツ、4番手にフェルスタッペンが続いた。Q1では角田はマシントラブルにより走行出来なかったほか、ニコラス・ラティフィがターン13でクラッシュしたことにより、赤旗中断となった。またルイス・ハミルトンは2017年ブラジルGP以来のQ1敗退。Q2では残り5分となったところでミック・シューマッハがターン12でクラッシュし、車両は大破したもののドライバー自身には問題がなかった。これによりセッションは1時間近く赤旗中断となった。

### 予選結果
| 順位                | No. | ドライバー                 | コンストラクター                        | Q1       | Q2       | Q3       | Grid |
| ------------------- | --- | -------------------------- | --------------------------------------- | -------- | -------- | -------- | ---- |
| 1                   | 11  | セルジオ・ペレス           | レッドブル-RBPT                         | 1:29.705 | 1:28.924 | 1:28.200 | 1    |
| 2                   | 16  | シャルル・ルクレール       | フェラーリ                              | 1:29.039 | 1:28.780 | 1:28.225 | 2    |
| 3                   | 55  | カルロス・サインツ         | フェラーリ                              | 1:28.855 | 1:28.686 | 1:28.402 | 3    |
| 4                   | 1   | マックス・フェルスタッペン | レッドブル-RBPT                         | 1:28.928 | 1:28.945 | 1:28.461 | 4    |
| 5                   | 31  | エステバン・オコン         | アルピーヌ-ルノー                       | 1:30.093 | 1:29.584 | 1:29.068 | 5    |
| 6                   | 63  | ジョージ・ラッセル         | メルセデス                              | 1:29.680 | 1:29.618 | 1:29.104 | 6    |
| 7                   | 14  | フェルナンド・アロンソ     | アルピーヌ-ルノー                       | 1:29.978 | 1:29.295 | 1:29.147 | 7    |
| 8                   | 77  | バルテリ・ボッタス         | アルファロメオ-フェラーリ               | 1:29.683 | 1:29.404 | 1:29.183 | 8    |
| 9                   | 10  | ピエール・ガスリー         | アルファタウリ-RBPT                     | 1:29.891 | 1:29.418 | 1:29.254 | 9    |
| 10                  | 20  | ケビン・マグヌッセン       | ハース-フェラーリ                       | 1:29.831 | 1:29.546 | 1:29.588 | 10   |
| 11                  | 4   | ランド・ノリス             | マクラーレン-メルセデス                 | 1:29.957 | 1:29.651 |          | 11   |
| 12                  | 3   | ダニエル・リカルド         | マクラーレン-メルセデス                 | 1:30.009 | 1:29.773 |          | 141  |
| 13                  | 24  | 周冠宇                     | アルファロメオ-フェラーリ               | 1:29.978 | 1:29.819 |          | 12   |
| 14                  | 47  | ミック・シューマッハ       | ハース-フェラーリ                       | 1:30.167 | 1:29.920 |          | ー   |
| 15                  | 18  | ランス・ストロール         | アストンマーティン・アラムコ-メルセデス | 1:30.256 | 1:31.009 |          | 13   |
| 16                  | 44  | ルイス・ハミルトン         | メルセデス                              | 1:30.343 |          |          | 15   |
| 17                  | 23  | アレクサンダー・アルボン   | ウィリアムズ-メルセデス                 | 1:30.492 |          |          | 16   |
| 18                  | 27  | ニコ・ヒュルケンベルグ     | アストンマーティン・アラムコ-メルセデス | 1:30.543 |          |          | 17   |
| 19                  | 6   | ニコラス・ラティフィ       | ウィリアムズ-メルセデス                 | 1:31.817 |          |          | 18   |
| 107% time: 1:35.074 |     |                            |                                         |          |          |          |      |
| ー                  | 22  | 角田裕毅                   | アルファタウリ-RBPT                     | No Time  |          |          | 192  |
| ソース:             |     |                            |                                         |          |          |          |      |

- ^1 - リカルドは予選中に他車と接触したため3グリッド降格ペナルティ[15]。
- ^2 - 角田は107%以内のタイムを記録していないが、スチュワードの判断により決勝への出走が認められた[16]。

## 決勝
2022年3月27日 20:00 SAST(UTC+3)（文章の出典）
優勝はマックス・フェルスタッペンで今季初優勝。2位には0.549秒差でシャルル・ルクレール、3位にカルロス・サインツ、4位にはポールスタートだったセルジオ・ペレスが入った。
ハースのミック・シューマッハは次戦でスペアパーツが不足する懸念があったため決勝は欠場した。スタート前のレコノサンスラップには角田裕毅のマシンにトラブルが発生しコース脇にストップし、グリッドに辿り着けずリタイアした。序盤からレースをリードしていたペレスは15周目にピットインしたが、翌周にニコラス・ラティフィが最終コーナーでクラッシュ。VSC導入後にSCへ切り替えられ、結果的に4位まで後退した。30周半ばには立て続けにマシンがトラブルによりコース上に停車したためVSCが導入された。スタートタイヤにハードを選んだルイス・ハミルトンは15位から追い上げていたが、トラブルにより停車したマシンの位置がピットレーン入口付近だったためレース再開まで入れず、最終的には10位で完走した。トップ争いはフェルスタッペンとルクレールによる一騎打ちとなり、最終コーナー手前に設置されたホームストレートのDRSの検知を取り合う展開となった。

### レース結果
| 順位    | No. | ドライバー                 | コンストラクター                        | 周回数 | タイム/リタイア原因 | Grid | Pts. |
| ------- | --- | -------------------------- | --------------------------------------- | ------ | ------------------- | ---- | ---- |
| 1       | 1   | マックス・フェルスタッペン | レッドブル-RBPT                         | 50     | 1:24:19.293         | 4    | 25   |
| 2       | 16  | シャルル・ルクレール       | フェラーリ                              | 50     | +0.549              | 2    | 19FL |
| 3       | 55  | カルロス・サインツ         | フェラーリ                              | 50     | +8.097              | 3    | 15   |
| 4       | 11  | セルジオ・ペレス           | レッドブル-RBPT                         | 50     | +10.800             | 1    | 12   |
| 5       | 63  | ジョージ・ラッセル         | メルセデス                              | 50     | +32.732             | 6    | 10   |
| 6       | 31  | エステバン・オコン         | アルピーヌ-ルノー                       | 50     | +56.017             | 5    | 8    |
| 7       | 4   | ランド・ノリス             | マクラーレン-メルセデス                 | 50     | +56.124             | 11   | 6    |
| 8       | 10  | ピエール・ガスリー         | アルファタウリ-RBPT                     | 50     | +62.946             | 9    | 4    |
| 9       | 20  | ケビン・マグヌッセン       | ハース-フェラーリ                       | 50     | +64.308             | 10   | 2    |
| 10      | 44  | ルイス・ハミルトン         | メルセデス                              | 50     | +73.948             | 15   | 1    |
| 11      | 24  | 周冠宇                     | アルファロメオ-フェラーリ               | 50     | +82.215             | 11   |      |
| 12      | 27  | ニコ・ヒュルケンベルグ     | アストンマーティン・アラムコ-メルセデス | 50     | +91.742             | 17   |      |
| 13      | 18  | ランス・ストロール         | アストンマーティン・アラムコ-メルセデス | 49     | +1 Lap              | 13   |      |
| 141     | 23  | アレクサンダー・アルボン   | ウィリアムズ-メルセデス                 | 47     | DNF                 | 16   |      |
| Ret     | 77  | バルテリ・ボッタス         | アルファロメオ-フェラーリ               | 36     | DNF                 | 8    |      |
| Ret     | 14  | フェルナンド・アロンソ     | アルピーヌ-ルノー                       | 35     | DNF                 | 7    |      |
| Ret     | 3   | ダニエル・リカルド         | マクラーレン-メルセデス                 | 35     | DNF                 | 14   |      |
| Ret     | 6   | ニコラス・ラティフィ       | ウィリアムズ-メルセデス                 | 14     | DNF                 | 18   |      |
| DNS2    | 22  | 角田裕毅                   | アルファタウリ-RBPT                     | 0      | DNS                 | 19   |      |
| WD3     | 47  | ミック・シューマッハ       | ハース-フェラーリ                       | 0      | DNS                 | ー   |      |
| ソース: |     |                            |                                         |        |                     |      |      |

- ^1 - DNFだがレース距離の90%以上を走行したため規定により完走扱い
- ^2 - レコノサンスラップ中のトラブルによりグリッドに辿り着けずリタイア
- ^3 - 予選Q2でのクラッシュにより決勝は欠場
- ^FL - ファステストラップの1点を含む

## 第2戦終了時点のランキング

### ワールド・チャンピオンシップ
|         | 順位 | ドライバー                 | ポイント | 1位との差 |
| ------- | ---- | -------------------------- | -------- | --------- |
|         | 1    | シャルル・ルクレール       | 45       |           |
|         | 2    | カルロス・サインツ         | 33       | -12       |
| 16      | 3    | マックス・フェルスタッペン | 25       | -20       |
|         | 4    | ジョージ・ラッセル         | 22       | -23       |
| 2       | 5    | ルイス・ハミルトン         | 16       | -29       |
| ソース: |      |                            |          |           |

|         | 順位 | コンストラクター  | ポイント | 1位との差 |
| ------- | ---- | ----------------- | -------- | --------- |
|         | 1    | フェラーリ        | 78       |           |
|         | 2    | メルセデス        | 38       | -40       |
| 7       | 3    | レッドブル-RBPT   | 37       | -41       |
| 1       | 4    | アルピーヌ-ルノー | 16       | -62       |
| 2       | 5    | ハース-フェラーリ | 12       | -66       |
| ソース: |      |                   |          |           |

- 注：いずれもトップ5まで掲載。

### DHLファステストラップアワード
|         | 順位 | ドライバー           | 獲得数 |
| ------- | ---- | -------------------- | ------ |
|         | 1    | シャルル・ルクレール | 2      |
| ソース: |      |                      |        |

- 注：いずれもトップ5まで掲載。
- 注：ファストテストラップアワードは同数の場合、カウントバック方式がとられている。